# Crambe arborea
Crambe arborea Webb ex Christ, es una especie de planta perteneciente a la familia de las brasicáceas. 

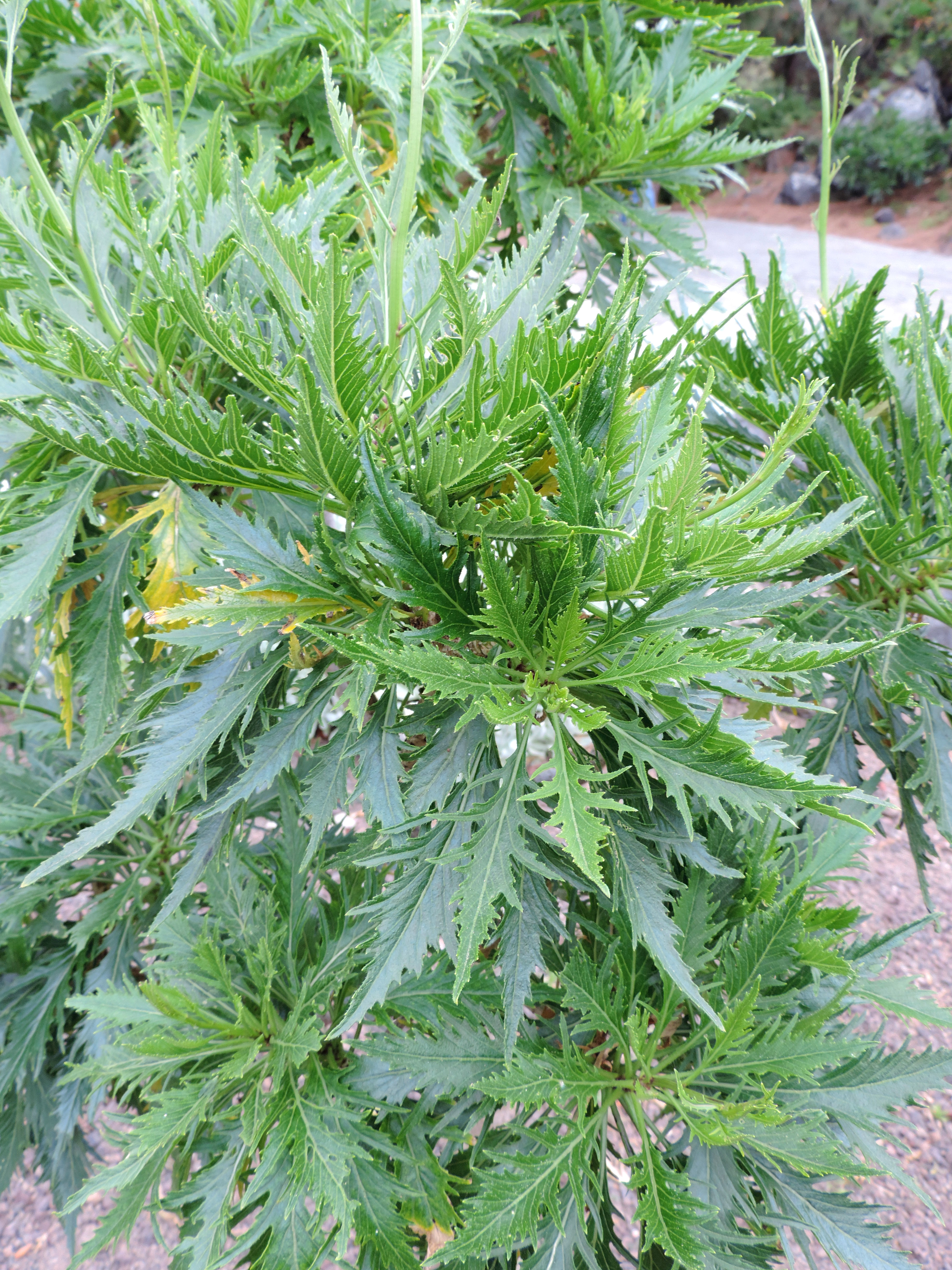
Vista de la planta

## Distribución geográfica
Crambe arborea es  un endemismo de Tenerife en las Islas Canarias.
Esta especie se incluye en el Catálogo de Especies Amenazadas de Canarias, como sensible a la alteración de su hábitat, en la isla de Tenerife.

## Descripción
Se diferencian dos variedades: var. arborea y var. indivisa Svent. Dentro del género se diferencia por sus hojas laciniadas o pinnatífidas, verdes, ásperas y escabrosas 

## Taxonomía
Crambe arborea fue descrita por Webb ex Christ y publicado en Botanische Jahrbücher für Systematik, Pflanzengeschichte und Pflanzengeographie 9: 94. 1888.
Etimología
Crambe: nombre genérico que deriva  del latín crambe, y del griego κράμβη , "una especie de col".
arborea: epíteto latíno que hace referencia al tamaño que puede alcanzar la planta. 
sinonimia
- Crambe arborea var. arborea Webb ex Christ
- Crambe arborea var. indivisa Svent.
- Crambe strigosa var. arborea (Webb ex H.Christ) O.E.Schulz[3]

## Nombre común
Se conoce como "colderrisco de Güímar".